# Robert Bilitewski
Robert Bilitewski pseudonim J. Wierzba (ur. 19 grudnia 1859 w Patrykach, zm. 29 maja 1935 w Klebarku Wielkim) – ksiądz katolicki, doktor filozofii, działacz narodowy na Warmii. 

## Życiorys
Syn piekarza i właściciela dużego gospodarstwa. Po ukończeniu gimnazjum w Olsztynku odbył studia filozoficzno-teologiczne w Liceum Hosianum w Braniewie i Kolegium Polskim w Rzymie, zakończone licencjatem z teologii i doktoratem z filozofii. Święcenia kapłańskie przyjął 5 marca 1886. Był wikariuszem w Benowie na Powiślu, Barczewie, Biskupcu (1890), Sztumie i Dzierzgoniu (1891), a od 1894 administratorem parafii w Gryźlinach. W 1903 biskup Andreas Thiel za jawne poparcie starań działaczy polskich skupionych wokół Gazety Olsztyńskiej o przywrócenie języka polskiego w nauczaniu religii w szkole, przeniósł go w rejon niemieckiej Warmii do Wilczkowa. Od 1915 roku mieszkał w Olsztynie, a od 1917 w Klebarku Wielkim.
Przez wiele lat współpracował z „Gazetą Olsztyńską”. Do 1914 był współorganizatorem Towarzystwa Czytelni Ludowych na Warmii, protestował przeciwko zniesieniu nauki religii w języku polskim. Za swoją propolską działalność został pozbawiony funkcji lokalnego inspektora szkół. Współuczestniczył w zakładaniu Banku Ludowego w Olsztynie. Brał udział w wiecach plebiscytowych, napisał pieśń „Jeszcze Warmia nie zginęła” (11 zwrotek na melodię Mazurka Dąbrowskiego). Współpracował z Polsko-Katolickim Towarzystwem Szkolnym na Warmię. Był aktywny także po przejściu na emeryturę.